# Stabat Mater (Boccherini)
Lo Stabat Mater in fa minore è una composizione di Luigi Boccherini, scritta nel 1781 (G 532a), rivista nel 1800 (G 532b) e pubblicata l'anno successivo. Si tratta di una delle poche opere vocali del compositore lucchese.

## Storia
Lo Stabat Mater è frutto di una commissione del 1871 da parte del suo protettore, l'infante Don Luigi, allora ad Arenas de San Pedro. Il testo della composizione, largamente musicato tra il XVII e il XX secolo, risale al XIII secolo ed è attribuito a Jacopone da Todi: nel testo viene raccontata la sofferenza di Maria durante la crocifissione di suo figlio. È probabile che la moglie del compositore, Clementina Pelliccia, abbia cantato in veste di soprano mentre i musicisti dell'infante di Spagna si sarebbero occupati dell'orchestra.
L'unica copia manoscritta della prima versione a noi nota fece parte della collezione di Louis Picquot e dal 1922 è di proprietà della biblioteca del Congresso vascintoniana. La prima pubblicazione avvenne a Napoli nel 1801, quando il compositore era ancora in vita, grazie a Giuseppe Amiconi.

## Musica

### Prima versione
La prima versione dell'opera si basa su una voce sopranile che si fonde intimamente con il quintetto d'archi (due violini, una viola e due violoncelli), formando dunque un sestetto. Questa versione dura circa tre quarti d'ora ed è composta da 11 parti, che si possono dividere in tre sezioni: la prima, formata dai quattro movimenti iniziali, ha un carattere più triste e solenne; la seconda, formata dai cinque movimenti successivi, è contraddistinta da un'atmosfera più affettuosa; la terza, formata dagli ultimi due movimenti, riprende il carattere triste della prima, anche se conclude l'amen finale in tono leggermente più lieto.

### Seconda versione
Il compositore riprese la partizione quasi vent'anni dopo (nel 1800) aggiungendoci un'ouverture (il primo movimento della sinfonia op. 35 n. 4 del 1782) e tre voci: soprano, contralto e tenore. Al contrario dell'articolazione vocale e delle strutture melodiche, l'orchestrazione non subì grandi modifiche. L'opera rimaneggiata corrisponde all'opus 61 del catalogo Gérard, che raccoglie le opere musicali boccheriniane. Probabilmente lo scopo di questa seconda versione è commerciale.

## Struttura
- Stabat mater dolorosa, Grave assai (fa minore)
- Cujus animam gementem, Allegro (fa minore)
- Quae moerebat et dolebat, Allegretto con moto (do minore)
- Quid est homo, Adagio assai – Recitativo (do minore)
- Pro peccatis suae gentis, Allegretto (la bemolle maggiore)
- Eja mater, fons amoris, Larghetto non tanto (mi bemolle maggiore)
- Tui nati vulnerati, Allegro vivo (mi bemolle maggiore)
- Virgo virginum praeclara, Andantino (si bemolle maggiore)
- Fac ut portem Christi mortem, Larghetto (fa maggiore)
- Fac me plagis vulnerari, Allegro commodo (do minore)
- Quando corpus morietur, Andante lento (fa minore/fa maggiore)

## Strumentazione
- archi: 2 violini, 1 viola, 2 violoncelli

## Discografia
- Stabat Mater (versione del 1781) - Agnès Mellon, soprano, Ensemble 415, dir. Chiara Banchini (1992, Harmonia Mundi HM 901378)
- Stabat Mater (versione del 1781) - Roberta Invernizzi, L’Archibudelli (2003, Sony SK 89 926)
- Stabat Mater (versione del 1800) - Susan Gritton, Sarah Fox, Susan Bickley, Paul Agnew, Peter Harvey, The King's Consort, dir. Robert King (22-24 febbraio 1999, SACD Hyperion SACDA67108)
- Stabat Mater (versione del 1781) - Sophie Karthäuser, soprano; Francois Poly, violoncello; Hervé Douchy, violoncello; Ensemble Les Folies Françoises (2005, Ricercar RIC 244).
- Stabat Mater (versione del 1781) - Sandrine Piau, soprano, Ophélie Gaillard (17-19 avril et 1-3 septembre 2018, SACD Apartée).
- Stabat Mater (versione del 1781) - Gabriella Costa, soprano, Orchestra Sinfonica di Sanremo diretta da Giancarlo De Lorenzo, 2021, Digressione Music.